# Lam Ching-ying
Lam Ching-ying (chinês: 林正英, pinyin: Lín Zhèngyĩng; nascido Lam Gun-bo (chinês tradicional: 林根寶, chinês simplificado: 林根宝, pinyin: Lín Gēnbǎo); 27 de dezembro de 1952 – 8 de novembro de 1997) foi um dublê, ator e coreógrafo de ação de Hong Kong mais conhecido na Ásia por sua atuação em Mr. Vampire (1985).
Um talentoso artista marcial treinado na Ópera de Pequim, ele fez sua estreia no cinema aos 17 anos como dublê e dois anos depois se tornou assistente pessoal de Bruce Lee e participou da coreografia das cenas de ação de seus filmes. Ele então se tornou o braço direito de Sammo Hung em sua equipe de dublês, ganhando o primeiro Hong Kong Film Award de Melhor Coreografia de Ação pelo filme Filho Pródigo em 1983. Ele então alcançou a fama com Mr. Vampire (1985), que lançou toda uma tendência de filmes jiangshi (uma espécie de zumbi saltitante). 
Em meados da década de 1990, com papéis sérios se tornando cada vez mais raros no cinema, ele se ramificou para a televisão com a série Vampire Expert, que foi um grande sucesso e foi estendida para uma segunda temporada. As filmagens da terceira temporada começaram, mas foram interrompidas devido à saúde precária de Lam, que morreu de câncer de fígado aos 44 anos.